# Capital Ship Bomb
Capital Ship Bomb (CS, dosłownie "bomba przeciwko dużym okrętom") – brytyjska bomba lotnicza z okresu II wojny światowej, ważyła 5600 funtów (2540 kg). Bomba została specjalnie zaprojektowana do użycia przeciwko opancerzonym pokładom okrętów i miała nieaerodynamiczny kształt, z płaskim, "tępym" czubkiem przez co była także bardzo niecelna. Wymagana celność mogła być osiągnięta przy zrzucie z wysokości poniżej 1000 stóp (300 m). Naloty na takiej wysokości uznano za zbyt ryzykowne i ostatecznie ustalono, że bomba powinna być zrzucana z 2000 stóp. Mogły jej używać jedynie specjalnie zmodyfikowane bombowce Avro Lancaster.
Bomby tego typu zostały użyte bojowo w czasie nieudanego ataku na niemiecki lotniskowiec "Graf Zeppelin" w 1942.  28 sierpnia Lancastery z 106 Dywizjonu Bombowego RAF odbyły lot do Gdańska gdzie miał się znajdować będący w budowie "Graf Zeppelin" i pancernik "Gneisenau". Angielskie samoloty nie odnalazły niemieckiego lotniskowca, ale niecelnie obrzuciły bombami pancernik.